# Gnophos deblonayi
Gnophos deblonayi är en fjärilsart som beskrevs av Karl Schawerda 1932. Gnophos deblonayi ingår i släktet Gnophos och familjen mätare. Inga underarter finns listade i Catalogue of Life.